# 比什蕾勒特·胡尔卢杜伊
比什蕾勒特·胡尔卢杜伊（1998年5月29日—），蒙古、阿拉伯联合酋长国女子柔道运动员，2022年亚洲柔道锦标赛女子52公斤级铜牌得主、2022年亚洲运动会女子52公斤级银牌得主。